# Hostovice
Hostovice (węg. Vendégi) – wieś (obec) na Słowacji, w kraju preszowskim, w powiecie Snina. Pierwsza wzmianka o wsi pochodzi z 1354 roku.

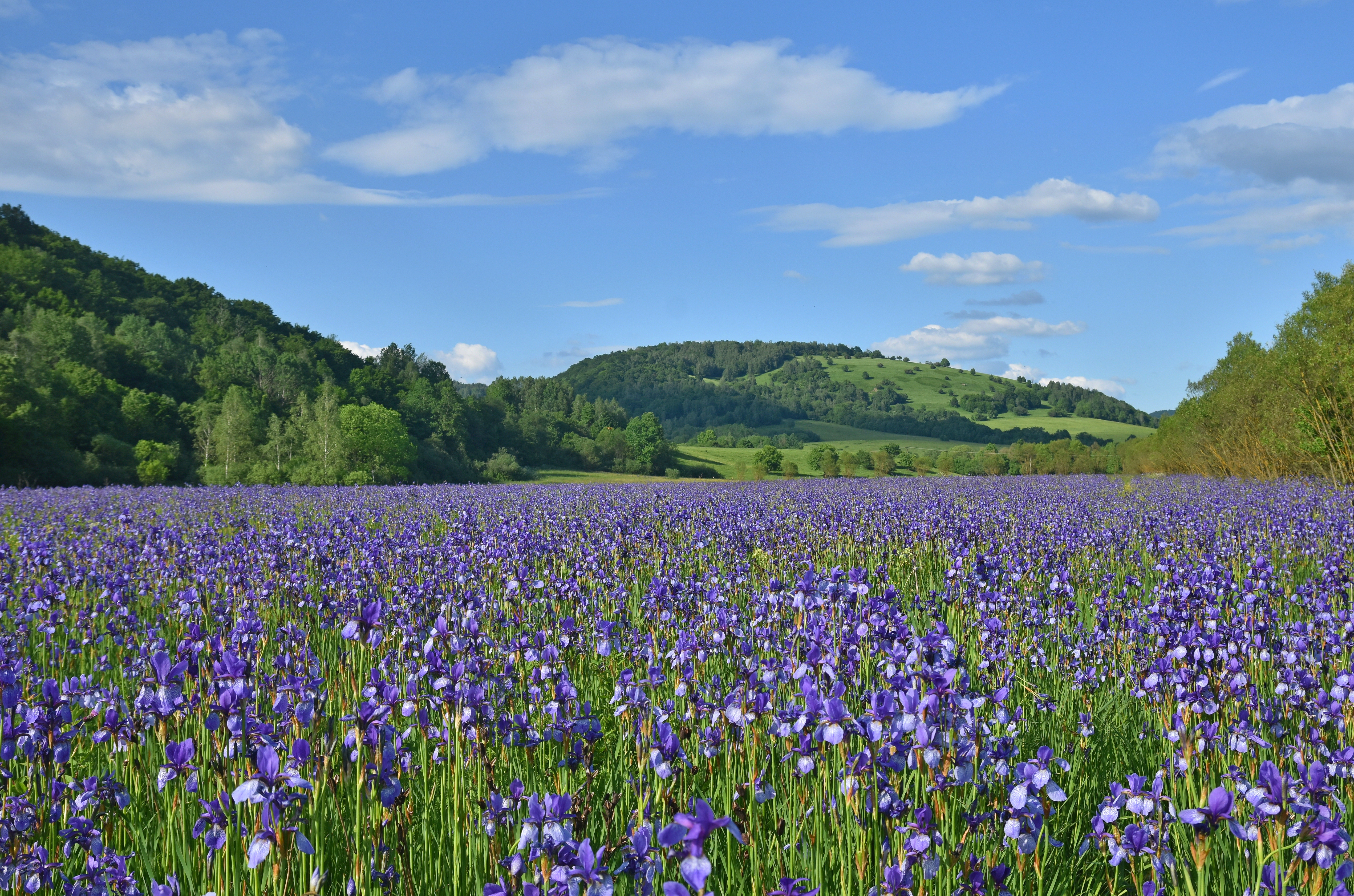
Rezerwat przyrody Hostovické Lúky
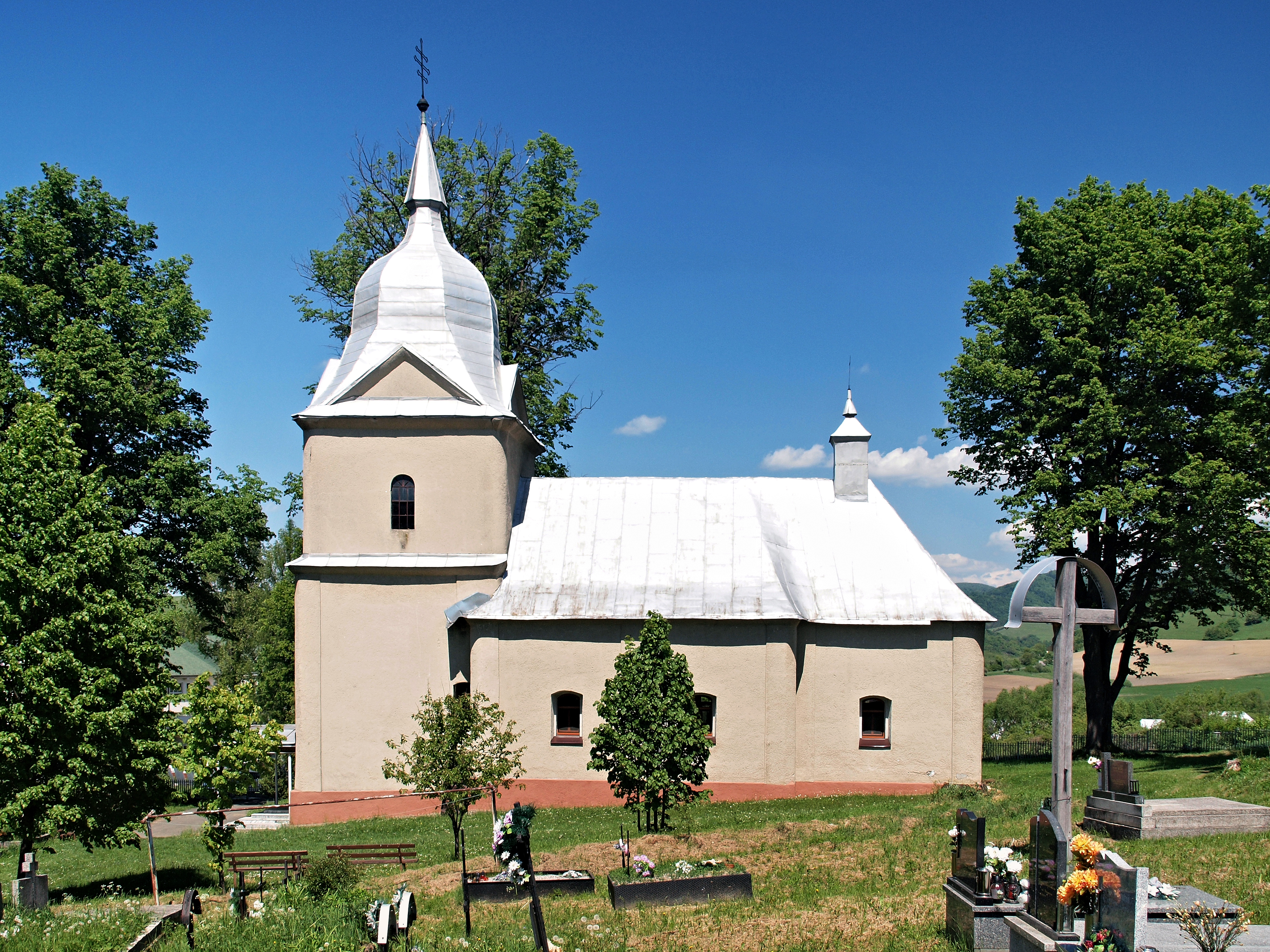
Cerkiew greckokatolicka
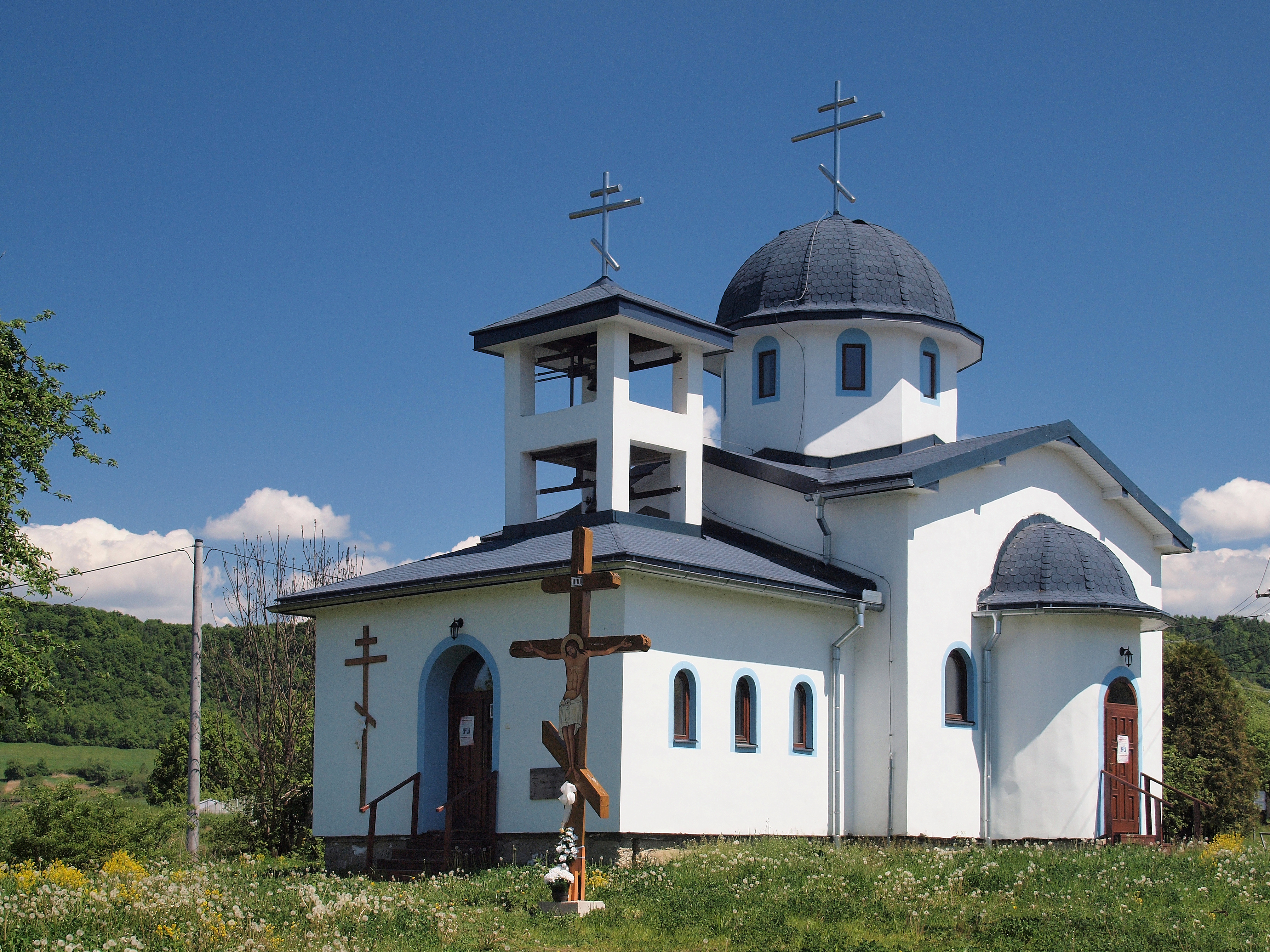
Cerkiew prawosławna pw. Opieki Matki Bożej